# NGC 1282

NGC 1282

NGC 1282 هي مجرة تتبع كوكبة حامل رأس الغول. اكتشفها Guillaume Bigourdan ‏ في 23 أكتوبر 1884.

## روابط خارجية
- NGC 1282 على موقع ويكي سكاي: DSS2, SDSS, GALEX, IRAS, Hydrogen α, X-Ray, Astrophoto, Sky Map, Articles and images